# بيل غيلبرت
بيل غيلبرت (بالإنجليزية: Bill Gilbert)‏ هو لاعب كرة قاعدة أمريكي، ولد في 13 مارس 1868 في هافر دي غريس في الولايات المتحدة، وتوفي بنفس المكان في 17 ديسمبر 1927.

## وصلات خارجية
- بيل غيلبرت على موقعبيزبول رفرنس.كوم (الدوري الرئيسي) (الإنجليزية)
- بيل غيلبرت على موقعبيزبول رفرنس.كوم (الدوري الثانوي) (الإنجليزية)